# Badia Tedalda

Kaart

Badia Tedalda is een gemeente in de Italiaanse provincie Arezzo (regio Toscane).
De volgende frazioni maken deel uit van de gemeente: Ca' Raffaello, Santa Sofia Marecchia.

## Demografie
Het aantal inwoners van Badia Tedalda daalde in de periode 1991-2013 met 22,9% volgens ISTAT.
| Jaar | Inwoneraantal |
| ---- | ------------- |
| 1991 | 1390          |
| 2001 | 1215          |
| 2004 | 1205          |
| 2013 | 1072          |

## Geografie
De gemeente ligt op ongeveer 700 meter boven zeeniveau.
Badia Tedalda grenst aan de volgende gemeenten: Borgo Pace (PU), Casteldelci (PU), Pennabilli (PU), Pieve Santo Stefano, Sansepolcro, Sant'Agata Feltria (PU), Sestino, Verghereto (FC).
Anghiari · Arezzo · Badia Tedalda · Bibbiena · Bucine · Capolona · Caprese Michelangelo · Castel Focognano · Castel San Niccolò · Castelfranco Piandiscò · Castiglion Fibocchi · Castiglion Fiorentino · Cavriglia · Chitignano · Chiusi della Verna · Civitella in Val di Chiana · Cortona · Foiano della Chiana · Laterina · Loro Ciuffenna · Lucignano · Marciano della Chiana · Monte San Savino · Montemignaio · Monterchi · Montevarchi · Ortignano Raggiolo · Pergine Valdarno · Pieve Santo Stefano · Poppi · Pratovecchio Stia · San Giovanni Valdarno · Sansepolcro · Sestino · Subbiano · Talla · Terranuova Bracciolini
1. ↑  https://demo.istat.it/?l=it.